# Raymond III (évêque d'Uzès)
Pour les articles homonymes, voir Raymond d'Uzès et Raymond III.
Raymond III ou Rainon ou Raynier, 27e évêque d'Uzès, épiscopat de 1208 à 1212.

## Chronologie
| 1208. | Raymond III dut succéder à Ébrard II, sur le siège d'Uzès et se démit ou mourut vers 1212; car il est désigné, dans un acte de l'année suivante, comme ancien évêque d'Uzès : R. bonae memoriae quondam Uticensis episcopus, tunc temporis apostolicae sedis legatus. Guillaume d'Arpaillargues et Raimond de Vézénobres lui font hommage de la terre d'Arpaillargues. Raymond Rascas d'Uzès, et son frère Éléazar, lui font hommage de ce qu'ils possèdent dans le diocèse d'Uzès. |
| 1209. | Raymond-Décan, second fils de feu Raymond Rascas d'Uzès, lui fait hommage de ce qu'il possède à Jonquières-Saint-Vincent. Il reçoit le 11 novembre l'hommage de Raymond VI de Toulouse, pour les châteaux de Remoulins, Fournès, Saint-Hilaire-d'Ozilhan, La Calmette, Moussac, etc. |
| 1210. | Il assiste au siège de Minerve. |
| 1212. | On ignore l'époque de la mort de Raymond III; quo defunctus sit anno Raimundus certo non habemus est-il dit dans le Gallia Christiana. Toutefois, nous ne croyons pas qu'il ait disparu du siège d'Uzès avant la fin de cette année. L'anniversaire de sa mort était célébré dans l'abbaye de Saint-André-lès-Avignon, le 10 décembre. On devrait appliquer cette date à l'année 1212.                                                                                              |